# Citroën C25
Il Citroën C25 era un furgone di grosse dimensioni prodotto tra il 1981 ed il 1994. Frutto di un accordo di collaborazione tra i Gruppi Fiat e PSA che dura ancor oggi e grazie alla quale vengono prodotti mezzi monovolume e commerciali in Italia presso la Sevel.
Fu anche l'erede del Citroën C35.
Infatti, il Fiat Ducato 1ª serie venne prodotto, oltre come Citroën C25, anche come Peugeot J5, Talbot Express, Alfa Romeo AR6 e Fiat Talento.
Tutti i modelli erano prodotti presso lo Stabilimento Sevel Val di Sangro situato ad Atessa (CH).
I modelli con marchio francese ebbero un buon successo, soprattutto in madrepatria. In Italia riscosse grande successo il modello con marchio italiano.
La sua produzione terminò nel 1994, quando la Fiat presentò la seconda serie del Ducato, che sarebbe stata venduta anche come Peugeot Boxer e Citroën Jumper.

## Motorizzazioni disponibili
- Benzina-4 cilindri
  - 1.8 1796 cm³  51KW 69 PS non catalizzato
  - 2.0 1971 cm³  55KW 75 PS non catalizzato
  - 2.0 1971 cm³  62KW 84 PS catalizzato
- Diesel-4 cilindri
  - 1.9 1905 cm³  51KW 70 PS
  - 2.5 2500 cm³  54KW 74 PS
  - 2.5TD 2445 cm³  70KW 95 PS